# ATCAY
ATCAY (англ. ATCAY, caytaxin) – білок, який кодується однойменним геном, розташованим у людей на короткому плечі 19-ї хромосоми. Довжина поліпептидного ланцюга білка становить 371 амінокислот, а молекулярна маса — 42 120.
| 10         |  | 20         |  | 30         |  | 40         |  | 50         |
| ---------- |  | ---------- |  | ---------- |  | ---------- |  | ---------- |
| MGTTEATLRM |  | ENVDVKEEWQ |  | DEDLPRPLPE |  | ETGVELLGSP |  | VEDTSSPPNT |
| LNFNGAHRKR |  | KTLVAPEINI |  | SLDQSEGSLL |  | SDDFLDTPDD |  | LDINVDDIET |
| PDETDSLEFL |  | GNGNELEWED |  | DTPVATAKNM |  | PGDSADLFGD |  | GTTEDGSAAN |
| GRLWRTVIIG |  | EQEHRIDLHM |  | IRPYMKVVTH |  | GGYYGEGLNA |  | IIVFAACFLP |
| DSSLPDYHYI |  | MENLFLYVIS |  | SLELLVAEDY |  | MIVYLNGATP |  | RRRMPGIGWL |
| KKCYQMIDRR |  | LRKNLKSLII |  | VHPSWFIRTV |  | LAISRPFISV |  | KFINKIQYVH |
| SLEDLEQLIP |  | MEHVQIPDCV |  | LQYEEERLKA |  | RRESARPQPE |  | FVLPRSEEKP |
| EVAPVENRSA |  | LVSEDQETSM |  | S          |  |            |  |            |

A: Аланін

C: Цистеїн

D: Аспарагінова кислота

E: Глутамінова кислота

F: Фенілаланін

G: Гліцин

H: Гістидин

I: Ізолейцин

K: Лізин

L: Лейцин

M: Метіонін

N: Аспарагін

P: Пролін

Q: Глутамін

R: Аргінін

S: Серин

T: Треонін

V: Валін

W: Триптофан

Задіяний у таких біологічних процесах, як транспорт, нейрогенез, альтернативний сплайсинг. 
Локалізований у цитоплазмі, мітохондрії, клітинних контактах, клітинних відростках, синапсах.